# Ватанабе Кадзума
Ватанабе Кадзума (яп. 渡邉 千真, нар. 10 серпня 1986, Наґасакі —) — японський футболіст, що грав на позиції нападника.

## Клубна кар'єра
Грав за команду Йокогама Ф. Марінос, Токіо, Віссел Кобе.

## Виступи за збірну
Дебютував 2010 року в офіційних матчах у складі національної збірної Японії. У формі головної команди країни зіграв 1 матч.

## Статистика
Статистика виступів у національній збірній.
| Збірна Японії | Збірна Японії | Збірна Японії |
| Роки          | Ігри          | голи          |
| ------------- | ------------- | ------------- |
| 2010          | 1             | 0             |
| Усього        | 1             | 0             |